# Mastema
Mastema è una figura presente nel Libro dei Giubilei. Nel libro si narra che gli angeli scesi sulla terra corruppero le figlie degli uomini. Capi di questi angeli erano Belial e Mastema .
Gli angeli e Mastema furono quindi relegati nelle profondità della terra assumendo i contorni demoniaci di Satana.